# محرك بحث وصفي

طريقة عمل محركات البحث الوصفية

محرك بحث وصفي (بالإنجليزية: metasearch engine)‏ هو أداة بحث على شبكة الانترنت يقوم بارسال استعلامات المستخدمين إلى العديد من محركات البحث الأخرى أو إلى قواعد البيانات، ويقوم بتجميع نتائج البحث الراجعة من محركات البحث في قائمة واحدة ويمكن للنتائج أن تعرض حسب مصدرها. تمكن محركات البحث الوصفية المستخدمين من إدخال معايير البحث مرة واحدة وتقوم بارسال هذه المعايير إلى محركات البحث في نفس الوقت. تفترض محركات البحث الوصفية أن شبكة الإنترنت أكبر من أن تتم فهرستها من قبل محرك بحث واحد، وأنه يمكن الحصول على نتائج بحث أكثر شمولاً من خلال الجمع بين نتائج عدة محركات بحث. ان استخدام محركات البحث الوصفية يعفي المستخدم من التعامل مع عدد من محركات البحث بشكل منفصل، ويحسن نتائج البحث للمستخدمين.
كثيرا ما يستخدم مصطلح «محركات البحث الوصفية» لتصنيف مجموعة من محركات البحث التجارية، انظر قائمة محركات البحث الوصفية قائمة محركات البحث على الإنترنت، ولكنها تستخدم أيضا لوصف نماذج البحث عن المعلومات من عدة مصادر في نفس الوقت. تستخدم المنظمة الوطنية لمعايير المعلومات (NISO) المصطلحين محركات البحث الوصفية ومحركات البحث الإتحادية لتصف هذا النوع من محركات البحث.

## طريقة العمل
تنشئ محركات البحث الوصفية قاعدة بيانات افتراضية. بدلاً من إنشاء مثل هذه القاعدة على ارض الواقع، بدلا من ذلك، تقوم محركات البحث الوصفية بأخذ استعلام المستخدم، وتمريره إلى عدد من قواعد البيانات غير المتجانسة ومن ثم عرض نتائج البحث بشكل متجانس بناءً على خوارزمية محددة. تعتبر محركات البحث الوصفية التالية من أوائل محركات البحث الوصفية. ميتا كراولر، مجلد افتراضي وMamma.
لا تتشابه محركات محركات البحث الوصفية في طريقة عملها بعض هذه المحركات يبحث في محركات البحث الأكثر شعبية في حين أن بعضها الآخر يبحث في المحركات الأقل شهرة ويبحث في مجموعات الأخبار، وقواعد البيانات. كذلك تختلف محركات البحث الوصفية عن بعضها البعض ايضاً في طريقة عرض النتائج وعدد محركات البحث التي يتم استخدامها. تقوم بعض محركات البحث الوصفية بعرض النتائج حسب محرك البحث أو قواعد البيانات الذي اخذت النتائج منه، والبعض الآخر من هذه المحركات يعرض النتائج وفقا لأهميتها، وغالبا لا تقوم محركات البحث الوصفية باعلام المستخدم بهوية محركات البحث التي أظهرت النتائج ولا تظهر الرابط بين النتائج ومحركات البحث التي ارجعتها، وهذا يعود بالفائدة على المستخدم من حيث ازالة التكرار في نتائج البحث، وتجميع النتائج ذات الصلة بالاستعلام في بداية صفحة عرض النتائج.
تتلقى محركات البحث استعلامات المستخدمين بطرق مختلفة، فعلى سبيل المثال تسمج بعض محركات البحث للمستخدمين باستخدام كلمة "AND" وبعضها ا لآخر يسمح باستخدام إشارة "+" وبعضها الآخر يسمح باستخدام الفراغ فقط للتعبير عن الجمع بين الكلمات في عملية البحث.

## للإستزادة
- مجمعة أخبار